# San Domenico (Caltanissetta)

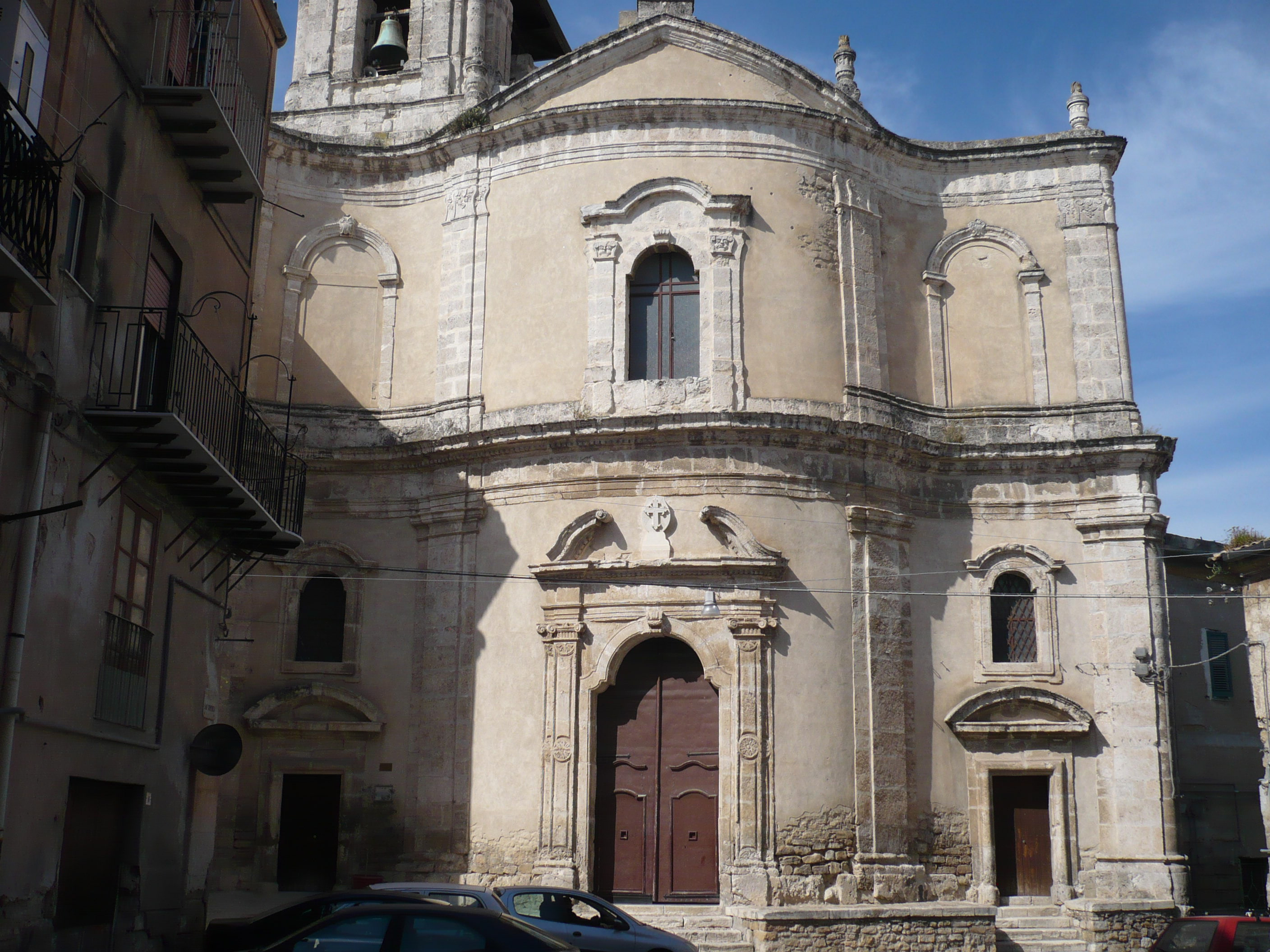
La chiesa di San Domenico, che dà il nome al quartiere

Il quartiere di San Domenico a Caltanissetta prende il nome dall'omonima chiesa; in città il quartiere è altrimenti conosciuto come quartiere degli Angeli per la presenza del vicino cimitero monumentale degli Angeli. All'interno del quartiere, racchiusa tra via delle Medaglie d'oro, via San Domenico e via Santa Domenica, vi sono le case dell'antico quartiere arabo, con bassi tetti e costruite tra strette viuzze.
Secondo una suddivisione del 2016 effettuata dall'Ufficio tecnico del Comune di Caltanissetta, esso ha una superficie complessiva di 177 067 m², con 2018 residenti al 2010.

## Storia
Il quartiere, secondo una tradizione storica consolidata in città, è stato il primo insediamento conosciuto della città di Caltanissetta. I primi ad abitare nell'attuale luogo della città furono i Bizantini che nella seconda metà dell'VIII secolo probabilmente edificarono il castello di Pietrarossa; chiamandolo Nissa dal nome della possibile città di provenienza, sita in Cappadocia, degli stratioti fondatori.
Con l'arrivo degli Arabi, intorno all'846, il nome, per assonanza, divenne Qalcʿat al-nisāʾ (castello delle donne), ed è li che per prime si stanziarono famiglie di origine berbera che popolarono l'attuale quartiere. 
Successivamente, dopo varie vicende storiche, nel 1407 la città passò ai Moncada di Paternò e con l'arrivo dei Moncada venne costruita, dove allora non esistevano altre chiese al centro del quartiere Angeli, la prima chiesa: l'attuale chiesa di San Domenico. In essa è custodita la preziosa tela secentesca del toscano Filippo Paladini, dipinto che ritrae la Madonna del Rosario. Questa tela ha un'importante valenza storica, oltre che artistica, in quanto vi sono ritratti i figli del conte Francesco Moncada.

## Monumenti

### Religiosi
I principali monumenti religiosi del quartiere sono la chiesa di Santa Maria degli Angeli, la chiesa di San Giovanni, la chiesa di San Domenico, con l'annesso convento dei Domenicani, la chiesa di San Francesco e il santuario del Signore della Città.

### Civili
Tra i monumenti civili del quartiere si ricordano il castello di Pietrarossa e il gasometro del 1867 raro esempio di archeologia industriale inizialmente destinato alla produzione di gas illuminante.

## Galleria d'immagini

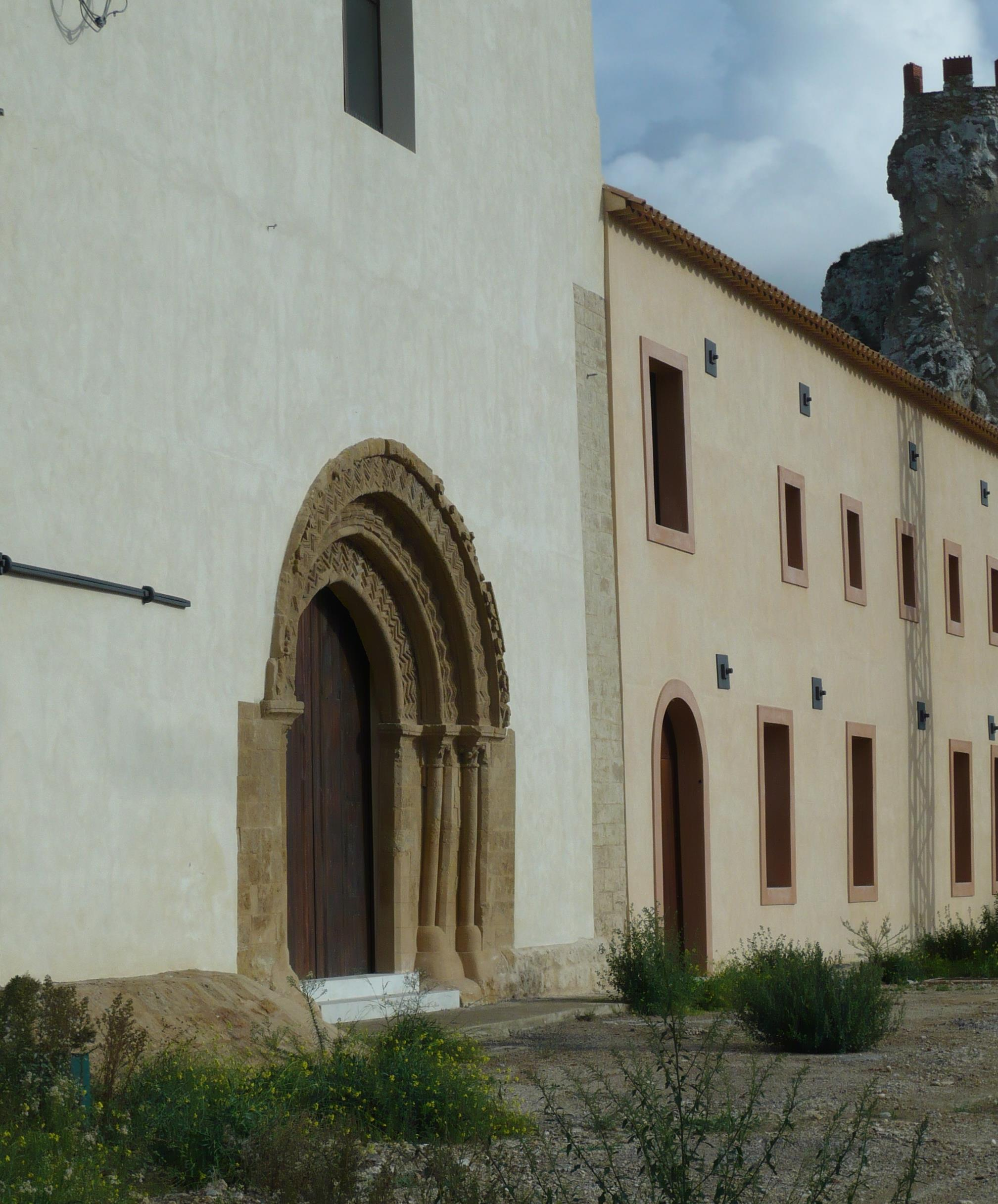
Chiesa di Santa Maria degli Angeli con annesso convento dei frati minori e il castello di Pietrarossa sullo sfondo
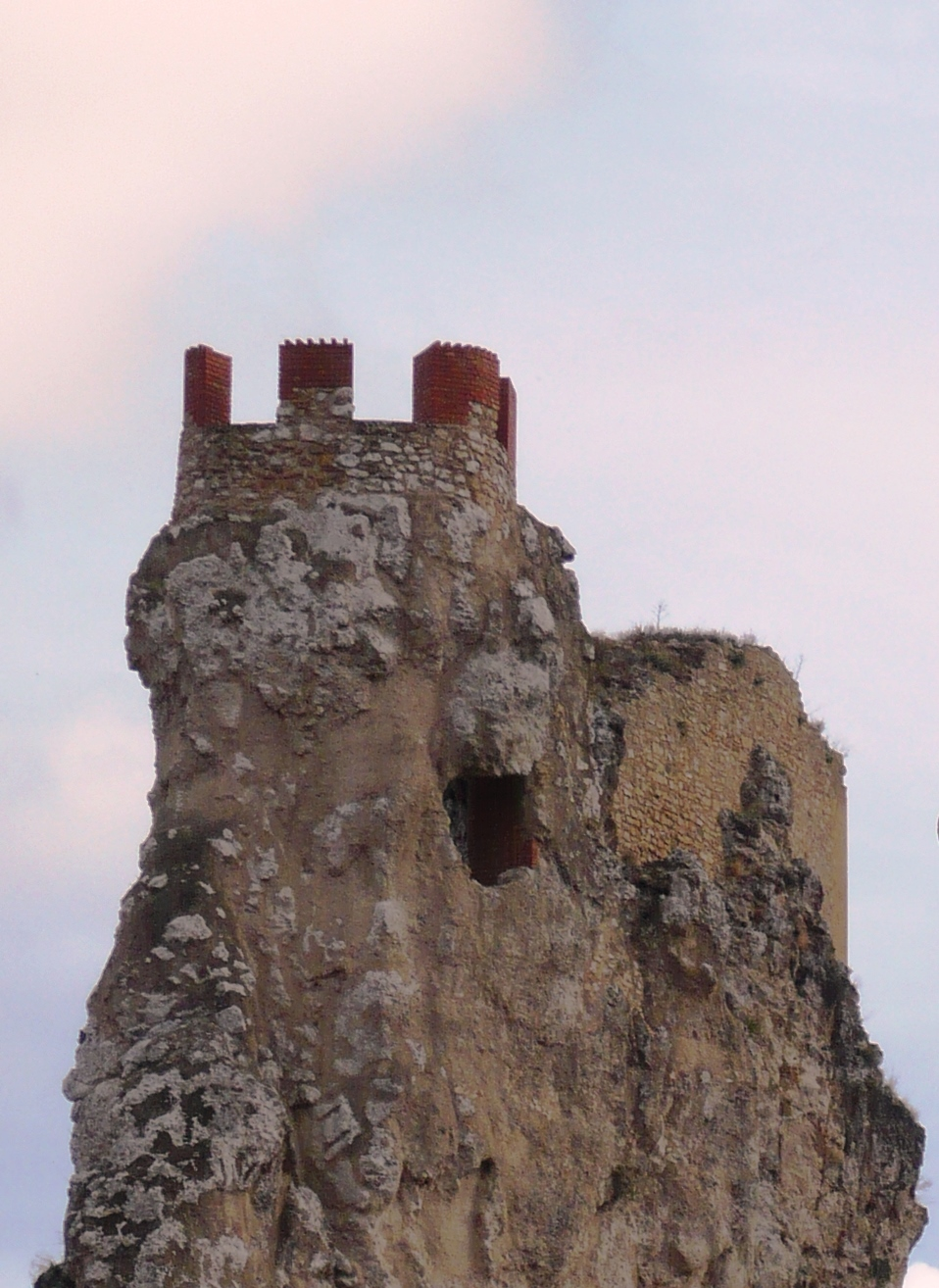
Castello di Pietrarossa, particolare
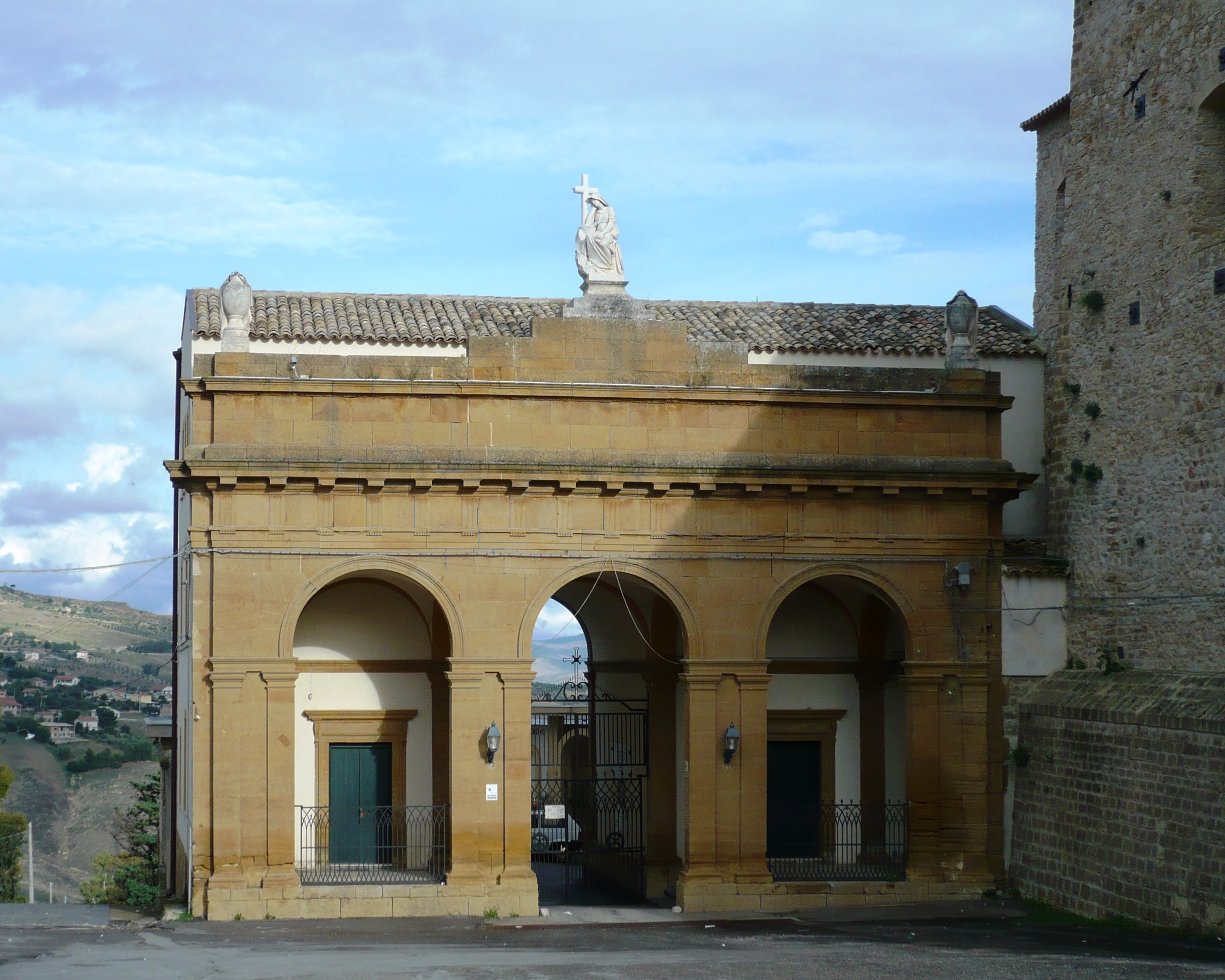
Cimitero monumentale degli Angeli, ingresso
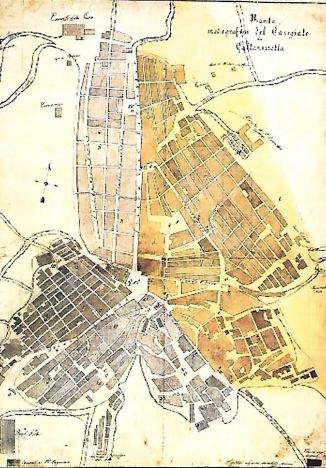
Antica mappa borbonica di Caltanissetta dei primi anni del XIX secolo
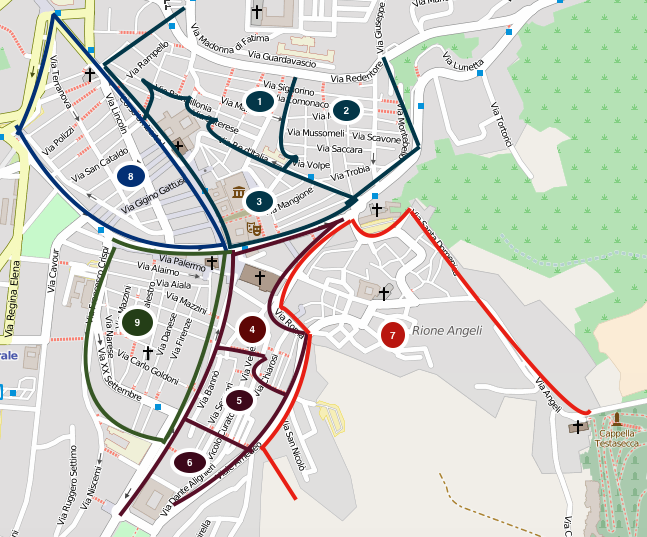
Suddivisione dei quartieri e rioni di Caltanissetta